# Fodervagn

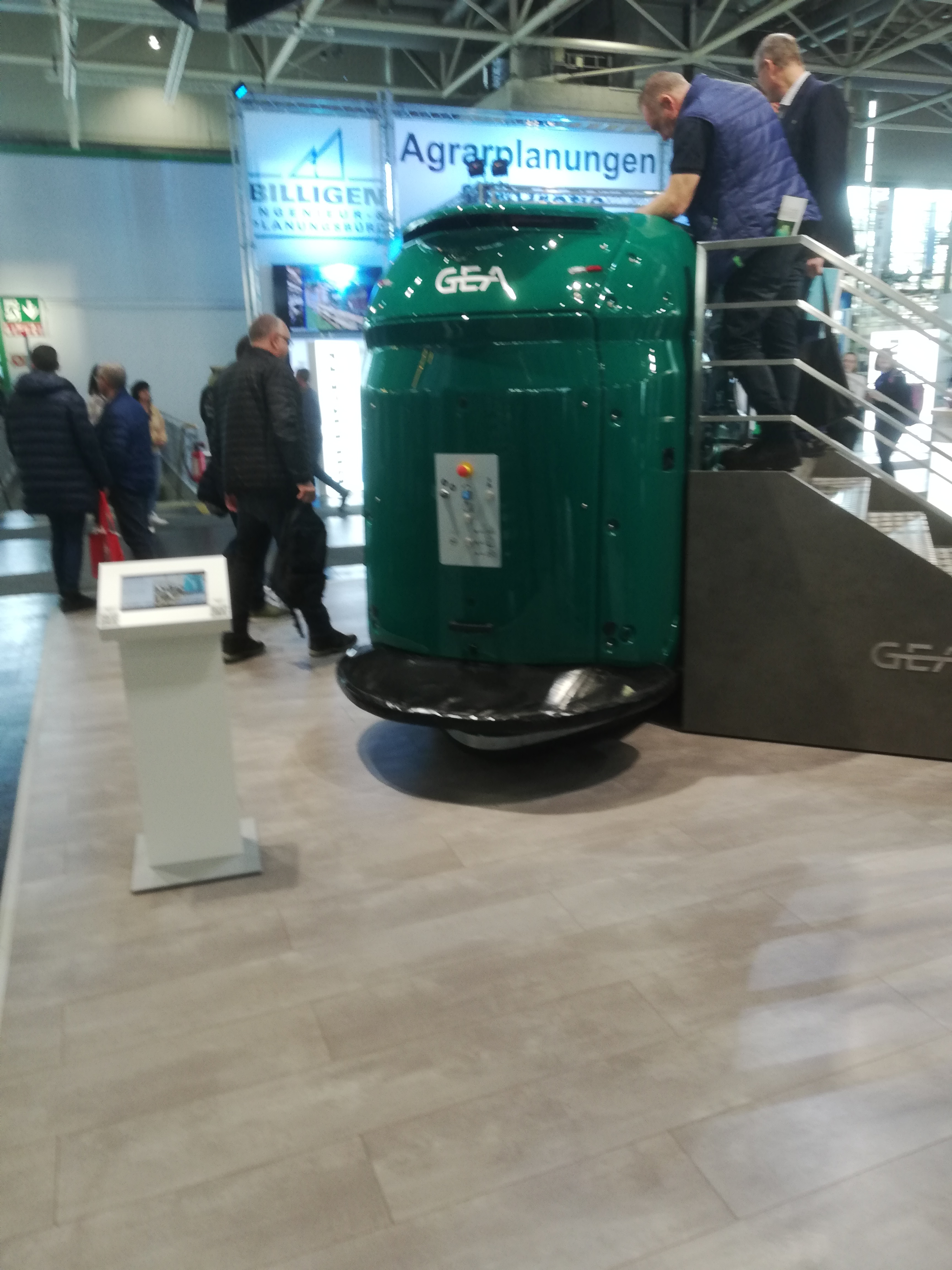
En automatisk fodervagn.

En fodervagn är en handdriven eller elektriskt framdriven vagn som används i jordbruket och i stall för att transportera foder till nötkreatur. Fodervagnarna finns i en mängd olika modeller, med möjlighet att använda ett eller flera fodermedel, med batteri- eller kabeldrift osv. Automatiseringsnivån varierar från ingen till helt självgående robotmaskiner.
En typisk automatisk fodervagn som används i dagens svenska mjölkproduktion har utrymmen för dels grovfoder, dels tre-fyra fickor för fodermedel som krossad spannmål, mineralfoder och pelleterat kraftfoder. Djuren bär transponders som vagnen läser av innan givan för det aktuella djuret vägs upp. Detta gör det möjligt att entydigt identifiera varje utfodrad ko och använda individuella foderstater i besättningen. De olika fodermedlena fylls på automatiskt med hjälp av skruvar och rivare eller fylltömmare. Vagnen går ett stort antal rundor per dygn för att få fram tillräckligt med foder till korna.
Den manuella fodervagnen liknar utvändigt en liten container med hjul.